# Радослав Брђанин
Радослав Брђанин (Поповац, 9. фебруар 1948 – Бања Лука, 7. септембар 2022) био је српски инжењер грађевине и политичар. Био је први министар грађевинарства, саобраћаја и комуналних дјелатности Републике Српске и потпредсједник Владе Републике Српске. Хашки трибунал осудио га је на 30 година затворске казне.

## Биографија
Радослав Брђанин је рођен 9. фебруара 1948. године у селу Поповац, општина Челинац, СФРЈ. Као инжењер грађевинарства је радио до 1990. године. Увођењем вишепартијског политичког система у Југославији, 1990. године постаје члан Српске демократске странке. Изабран је за потпредседника Скупштине Аутономне регије Крајина 25. априла 1991. године, а у октобру 1991. године је изабран за посланика у тадашњој Скупштини српског народа Босне и Херцеговине (Народна скупштина Републике Српске). Постао је председник кризног штаба Аутономне регије Крајина. За министра Министарства грађевинарства, саобраћаја и комуналних дјелатности Републике Српске и потпредседника Владе Републике Српске је изабран 15. септембра 1992. године. Након рата, Брђанин је био председник Народне странке Републике Српске, све до његовог хапшења у јулу 1999. године и одвођења у Хаг, под оптужбом да је одговоран за злочине у Босанској Крајини.

### Суђење у Хагу
Хашки трибунал га је 2007. правоснажно прогласио кривим за злочине који укључују прогоне, мучење, депортације и присилно премјештање почињене над несрпским становништвом у Босни и Херцеговини, а нарочито у Аутономној регији Крајина током 1992. године. Осуђен је на 30 година затвора. Од 2008. године Брђанин је затворску казну служио у Данској. У неколико наврата предсједник суда Кармел Ађијус је одбио захтјеве Радослава Брђанина за пуштање на превремену слободу иако је формално испуњавао услове. Из Данске је у притвор Хашког механизма за међународне кривичне судове пребачен је 14. септембра 2021. године. Разлог за његово пребацивање је био тај што је Данска обавијестила суд у Хагу да је према свим њиховим законима Брђанин испунио услове да га пусте на слободу и да више немају право да га држе у затвору. Тада су поручили да он више у Данској не може да издржава казну јер би тиме прекршили његова људска права.
На слободу је пуштен 3. септембра 2022. због тешког здравственог стања. Одмах по доласку у Републику Српску, хоспитализован је у Клиници интензивне медицине за нехируршке гране на Универзитетско клиничком центру Републике Српске, гдје је примљен у веома запуштеном стању са елементима тешке исцрпљености организма и повишеним упалним параметрима који су упућивали на сепсу. Брђанин је преминуо 7. септембра 2022. Сахрањен је 10. септембра 2022. године на Ребровачком гробљу у Бањој Луци.